# Oscillatoria
Oscillatoria és un gènere d'organismes procariotes que pertany al domini eubacteria. Pertany al grup dels bacteris fotoautòtrofs anomenats cianobacteris (Cyanobacteria). Aquests organismes fotosintètics, antigament classificats de forma errònia com a algues blaves, contenen clorofil·les, carotenoides i uns pigments hidrosolubles específics, les ficocianines (ficobilines unides a proteïnes) que ajuden a captar la llum en longitud d'ones no absorbides pels fotosintètics verds.
Es tracta d'un bacteri filamentós d'aigua dolça, format per cèl·lules separades per septes. Els filaments són llargs i presenten un moviment oscil·lant lateral quan són observats al microscopi òptic, d'on prové el seu nom genèric. Aquests filaments es poden trencar, formant hormogonis que poden créixer per formar nous filaments. 

Pel que fa a la seva ecologia, es troben a la columna d'aigua de llacs, embassaments i cursos baixos de rius i com a components dels tapissos microbians. Poden formar poblacions molt denses en determinades circumstàncies de temperatura i amb una relació de nutrients nitrogen /fòsfor baixa. La producció de toxines fa que aquestes poblacions puguin esdevenir tòxiques per als organismes superiors.